# كريستيان غانزارسكي
كريستيان غانزارسكي (بالألمانية: Christian Ganczarski) (ولد عام 1966) هو مواطن ألماني من أصل بولندي تحول إلى الإسلام. ولد في مدينة غليفيتس في مقاطعة سيليسيا في بولندا. إدعى نيكولا ساركوزي والذي كان وزيرا لداخلية آنذاك أن غانزارسكي كان أحد القادة الكبار لتنظيم القاعدة و بناء عليه تم اعتقال الأخير في مطار تشارلز دي غول.
في ساعات الصباح الأولى من يوم 11 نيسان من عام 2002 , قام نصر بن محمد نصار نوار و زميل له بقيادة شاحنة محملة بقوارير للغاز الطبيعي خلف حافلة تحمل سواح ألمان بالقرب من كنيس الغريبة في جزيرة جربا في تونس. استعمل نوار هاتف خلوي يخص أخوه للاتصال بخالد شيخ محمد و غانزارسكي و بعد هرب زميله، قام نوار بتفجير حمولة الغاز. في شهر شباط 2009 حكمت محكمة فرنسية على غانزارسكي بسجن لمدة 18 عام لتورطه بتفجيرات.